# Masi Oka
Masi Oka vagy Maszajori Oka (マシ・オカ vagy マサヨリ・オカ) (Tokió, 1974. december 27. –) Golden Globe-díjra jelölt japán-amerikai színész és digitális effektus művész. 
A Hősök című sorozatban Nakamura Hiro szerepében vált ismertté.

## Fiatalkora és pályafutása
Tokióban született, 6 éves korában családja Los Angelesbe költözött át. Jelenleg is itt él.
A Brown Egyetemen szerzett BSc diplomát programozó matematikusként 1997-ben. Dolgozott az Industrial Light & Magic (Fény és Varázslat) nevű, George Lucas tulajdonában levő cégnél, ahol sok sikeres film készítésében vett részt programozóként. Ilyen például a Csillagok háborúja, vagy a A Karib-tenger kalózai. Szerepelt a 2007-ben bemutatott Balls of Fury (magyarul kb. A dühöngés labdái)  című filmben. 2010 óta a Hawaii Five-O sorozatban szerepel mint Dr. Max Bergman halottkém.

## Magánélete
Masi Oka folyékonyan beszél japánul, angolul és németül, továbbá jártas a spanyol nyelvben is. Hobbijai közé tartozik a kendó (japán vívás), számítógépes játékok, romantikus vígjátékok írása és nézése, zongorázás és az éneklés. Mohón gyűjti a képregényeket és a mangát. A Mirman Általános iskolába járt és a Harvard-Westlake Schoolban érettségizett 1992-ben. A G4tv egyik interjújában beszélt arról, hogy profi módon WoW-ozik, és egy klánja is volt a World of Warcraftban.

## Érdekesség
1987-ben, 12 éves korában szerepelt a Time magazin borítóján, aminek a címe „Azok az ázsiai-amerikai kisokosok” volt. Habár ő maga nem szerepelt a cikkben, de ismerte azt a fotóst, aki készítette a képet. Masinak 180-as IQ-ja van. Tíz évvel később 22 évesen végzett a Brown Egyetemen.

## Filmográfia

### Film
| Év   | Magyar cím                            | Eredeti cím                                 | Szerep                                           | Magyar hang         |
| ---- | ------------------------------------- | ------------------------------------------- | ------------------------------------------------ | ------------------- |
| 2002 | Austin Powers – Aranyszerszám         | Austin Powers in Goldmember                 | japán gyalogos                                   | Pálmai Szabolcs     |
| 2003 |                                       | Uh-Oh!                                      | ázsiai férfi                                     |                     |
| 2003 | Doktor Szöszi 2.                      | Legally Blonde 2: Red, White & Blonde       | kongresszusi gyakornok (stáblistán nem szerepel) |                     |
| 2004 | Derült égből Polly                    | Along Came Polly                            | Wonsuk                                           | Breyer Zoltán       |
| 2005 |                                       | The Proud Family Movie                      | japán gyerek / hangosbemondó (hangja)            |                     |
| 2005 |                                       | Noroi: The Curse                            | önmaga                                           |                     |
| 2005 | Holtak háza 2. – Elszabadul a pokol   | House of the Dead 2                         | Stanley Tong                                     |                     |
| 2006 |                                       | One Sung Hero (rövidfilm)                   | KJ                                               |                     |
| 2007 | Szerva itt, pofon ott                 | Balls of Fury                               | Feng férfi mosdófelügyelője                      |                     |
| 2007 | Jane Doe: Ha szorul a hurok (TV film) | Jane Doe: Ties That Bind                    | Osaka ügynök                                     |                     |
| 2008 | Zsenikém – Az ügynök haláli           | Get Smart                                   | Bruce                                            | Kálloy Molnár Péter |
| 2008 | A ZseniKém hősei elszabadultak!       | Get Smart's Bruce and Lloyd: Out of Control | Bruce                                            | Kálloy Molnár Péter |
| 2008 | Az előléptetés                        | The Promotion                               | Loan rendőrtiszt                                 |                     |
| 2009 | Pomponsrácok                          | Fired Up                                    | sas kabalafigura                                 |                     |
| 2010 |                                       | Searching for Sonny                         | Sonny Bosco                                      |                     |
| 2011 | Barátság extrákkal                    | Friends with Benefits                       | Darin Arturo Morena                              |                     |
| 2013 | Jobs – Gondolkozz másképp             | Jobs                                        | Ken Tanaka                                       |                     |
| 2017 |                                       | Death Note                                  | Sasaki nyomozó                                   |                     |
| 2018 | Meg – Az őscápa                       | The Meg                                     | Toshi                                            | Gáspár András       |
| 2019 | Kémesítve                             | Spies in Disguise                           | Katsu Kimura (hang)                              | Seder Gábor         |
| 2022 | A gyilkos járat                       | Bullet Train                                | kalauz                                           | Bor László          |